# Batalló Isaac Puente
El Batalló Isaac Puente va ser un batalló del sindicat Confederació Nacional del Treball (CNT) del País Basc que va actuar en el Front Nord durant la guerra civil espanyola (setembre de 1936 – octubre 1937). Era la nº 3 de les Milícies Antifeixistes de la CNT, i el nº 11 de l'Eusko Gudarostea. Va ser nomenat batalló de xoc per l'Estat Major de l'Eusko Gudarostea.

## Orígens
El nom del batalló es va posar en memòria d'Isaac Puente Amestoy (1896-1936), teòric anarquista que va ser afusellat pels franquistes l'1 de setembre de 1936. El Batalló Isaac Puente es va formar al setembre de 1936, en la caserna de la Casilla de Bilbao. El bateig de foc el va tenir en aquesta mateixa caserna amb un bombardeig aeri franquista el 25 de setembre.

## Historial d'operacions

### Ofensiva de Villareal
El primer combat important el va sostenir durant l'ofensiva de Villarreal en la pineda de Txabalopea de la muntanya Albertia els primers dies novembre. Encara que va realitzar una defensa heroica de la posició i el seu comandant fou felicitat per l'Estat Major, la posterior derrota va ser terrible i el batalló va sofrir més de 200 baixes, inclosos uns 100 morts.

### Al setge d'Oviedo
El 13 de febrer el batalló va sortir des de Dos Camons (Basauri) per lluitar a Astúries, dins de la 1a Brigada de les Brigades Expedicionàries Basques. Entre febrer i març va lluitar en la conquesta d'Oviedo, en el sector de San Claudio. El batalló va conquistar el seu objectiu però va haver de retrocedir davant el fracàs d'altres unitats republicanes. El batalló va haver de tornar d'Astúries per frenar l'ofensiva enemiga, actuant a l'alt de Barazar.

### Campaña de Biscaia
Al març de 1937 va haver-hi diverses desavinences entre el Govern Basc i el sindicat CNT, i el Batalló Isaac Puente va tenir un fort enfrontament amb dos batallons nacionalistes que van sortir al seu pas a Galdakao, però finalment tot es va solucionar sense enfrontament armat. Començada l'ofensiva sobre Biscaia finals de març, el batalló va lluitar a la zona del port de Barazar. A la fi d'abril va ajudar en la retirada definitiva dels fronts guipuscoans i a principis de maig el batalló va tornar a la zona de la muntanya Sollube, en la costa de Biscaia. Al maig de 1937 el batalló va lluitar a la muntanya Bizkargi al costat d'efectius asturians.

### La retirada a Cantàbria i Astúries
Després de la caiguda de Biscaia a mans franquistes, l'Isaac Puente va marxar cap a Cantàbria. Després del Pacte de Santoña i la rendició dels nacionalistes, l'Isaac Puente va seguir lluitant, passant a ser el 1r Batalló de la 156a Brigada Mixta (anterior 3a Brigada basca) dins de la 1a Divisió basca (anterior III). Després de caminar en Solars i Torrelavega, el batalló es va retirar a Astúries, on va lluitar al setembre i octubre, destacant en la batalla del Mazucu.
En aquesta batalla el batalló va ser condecorat amb la Medalla de la Llibertat (màxima distinció de la II República Espanyola) concedit per Belarmino Tomás, president del Consell Sobirà d'Astúries i Lleó, al comandant del batalló, Antonio Teresa de Miguel. Després de combatre fins al final a Astúries i davant la imminent ensulsiada final del Front Nord, part dels seus homes van evacuar per mar, aconseguint escapar del cèrcol i arribar a la costa de França per tornar a combatre a Catalunya en diferents unitats.

## Homenatges
pel juliol de 2006 diversos membres del batalló van participar en l'homenatge als gudaris i milicians de l'Eusko Gudarostea que va dur a terme l'associació Aterpe 1936. Als actes van acudir els antics milicians Félix Padín Gallo, Marcelino Bilbao i Francisco Alonso Uriarte.